# Domaniewice (województwo łódzkie)
Domaniewice – wieś w Polsce położona w województwie łódzkim, w powiecie łowickim, w gminie Domaniewice. Miejscowość położona jest nad rzeką Kalinówką.
Wieś arcybiskupstwa gnieźnieńskiego w ziemi sochaczewskiej województwa rawskiego w 1792 roku. W latach 1975–1998 miejscowość administracyjnie należała do województwa skierniewickiego.
Miejscowość jest siedzibą gminy Domaniewice oraz rzymskokatolickiej parafii św. Bartłomieja Apostoła.
Znajduje się tu barokowa kaplica, pełniąca funkcję sanktuarium maryjnego (Sanktuarium Matki Bożej Domaniewickiej Pocieszycielki Strapionych).
Przez wieś przebiega szlak turystyczny im. Polski Walczącej-Armii Krajowej.
 przez wieś biegnie Łódzka magistrala rowerowa (ukł. W-E)

## Pochodzenie nazwy
Według legendy nazwa wsi wzięła się od tego, że jeden z arcybiskupów gnieźnieńskich, jadący z Łowicza, zobaczył na wzgórzu kościół, nie widząc plebanii, usytuowanej za kościołem, miał powiedzieć: "Kościół widzę, ale doma nie widzę" Od tych słów "Doma nie widzę" wzięła swój początek nazwa wsi Domaniewice.

## Części wsi
| SIMC    | Nazwa                  | Rodzaj    |
| ------- | ---------------------- | --------- |
| 0727328 | Długa Wieś             | część wsi |
| 0727334 | Domaniewice Poduchowne | część wsi |
| 0727340 | Kolonia Skaratkowska   | część wsi |
| 0727357 | Przydatki              | część wsi |
| 0727363 | Stara Wieś             | część wsi |
| 0727370 | Szerokie Pole          | część wsi |

## Historia

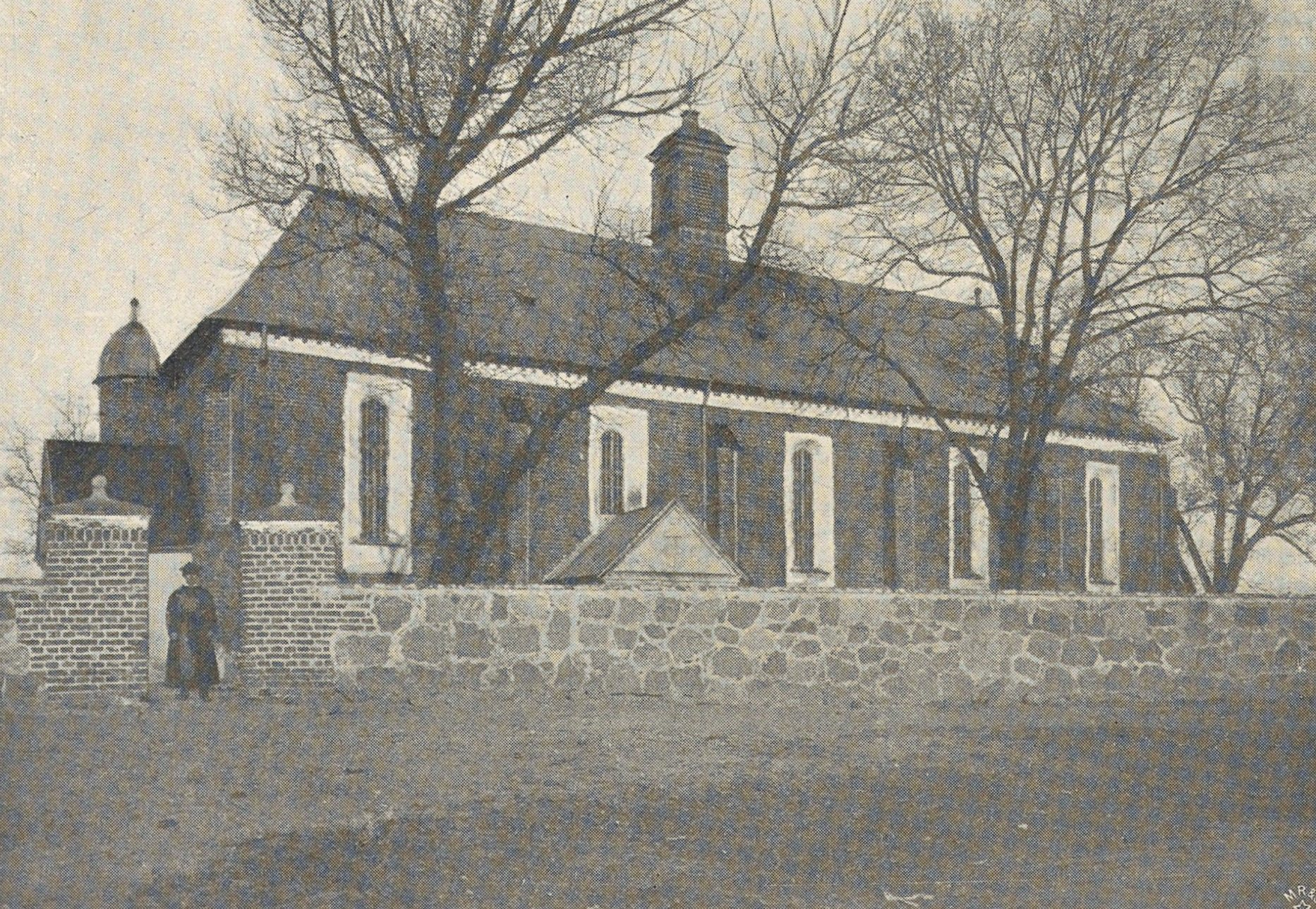
Widok kościoła przed 1908

Pierwsze osadnictwo już w czasach starożytnych co sugeruje odkryte tu pogańskie cmentarzysko. Wieś została lokowana na prawie niemieckim przez arcybiskupa Jarosława z Bogorii i Skotnik w 1357 roku.

## Komunikacja
Domaniewice położone są na trasie Głowno – Łowicz (DK14). Połączenia autobusowe obsługiwane są przez prywatnych przewoźników.
Wieś leży także przy linii kolejowej nr 15.

Na północny zachód od wsi (na terenie miejscowości Krępa) znajduje stacja kolejowa Domaniewice obsługiwana przez pociągi regionalne relacji Łódź - Łowicz. W ramach projektu Łódzkiej Kolei Aglomeracyjnej wybudowano i uruchomiono 9 czerwca 2013 roku nowy przystanek kolejowy Domaniewice Centrum.

## Zabytki
Według rejestru zabytków NID na listę zabytków wpisane są obiekty:
- kaplica pw. Nawiedzenia NMP, 1 poł. XVII, nr rej.: 99-VI-8 z 29.03.1961 oraz 112 z 15.08.1967
- cmentarz kościelny, nr rej.: 949 A z 30.12.1993

## Znani ludzie urodzeni w Domaniewicach
- Zbigniew Bródka, dwukrotny olimpijczyk – reprezentant Polski na igrzyskach olimpijskich w Vancouver i złoty medalista olimpijski z igrzysk olimpijskich w Soczi w łyżwiarstwie szybkim na dystansie 1500 m, na którym przewaga nad srebrnym medalistą z Holandii wyniosła jedyne 0,003 s. Jest on zawodnikiem UKS-u "Błyskawica" Domaniewice[13].
- Krzysztof Konecki, znany profesor socjologii, twórca wizualnej teorii ugruntowanej, przewodniczący Polskiego Towarzystwa Socjologicznego, członek Komitetu Obchodów 100 rocznicy Odzyskania Niepodległości, uczęszczał do szkoły podstawowej w Domaniewicach (przełom lat sześćdziesiątych i siedemdziesiątych XX w.).

## Galeria

Sanktuarium Matki Bożej Domaniewickiej Pocieszycielki Strapionych
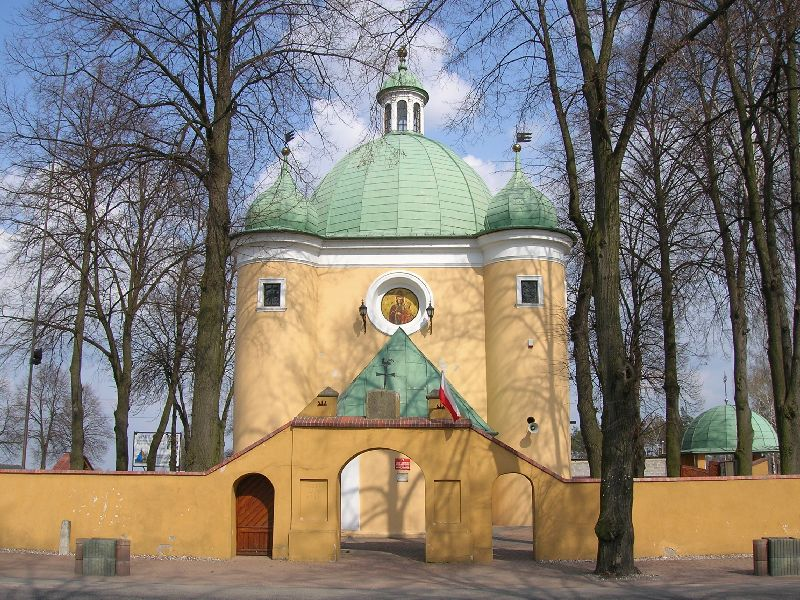
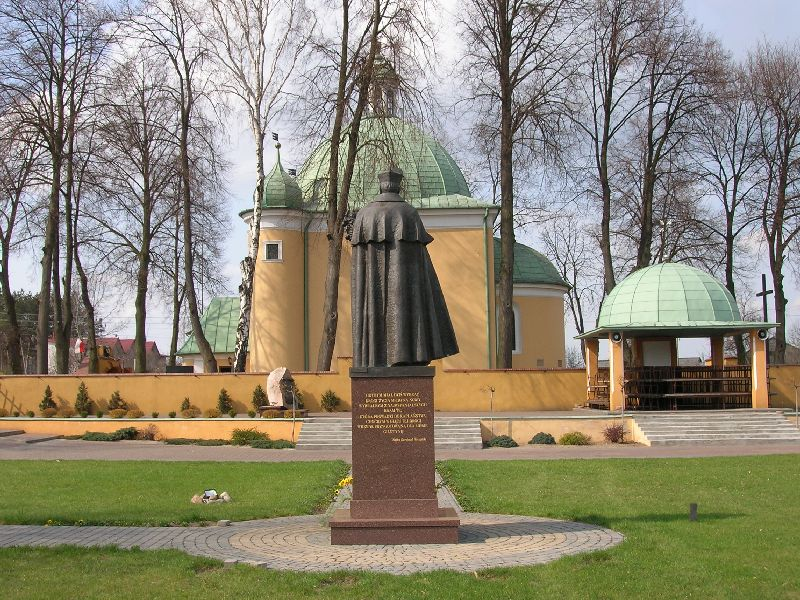
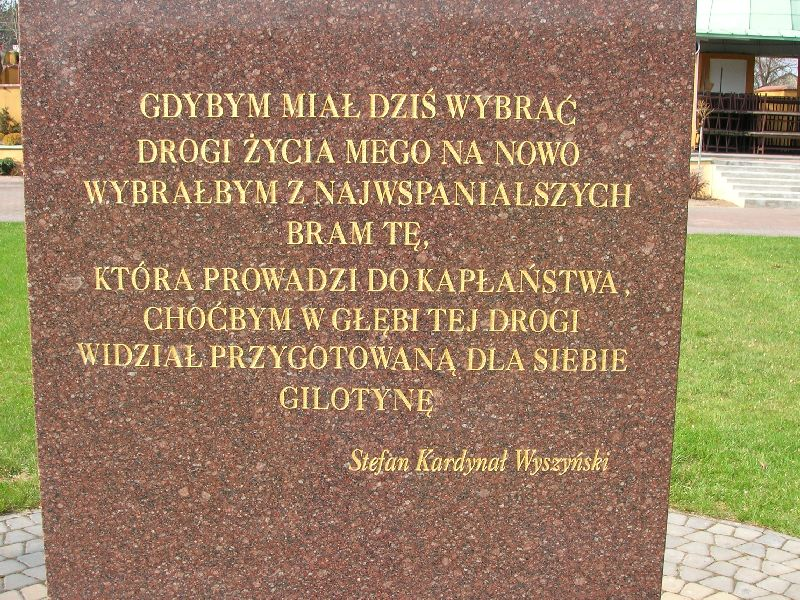
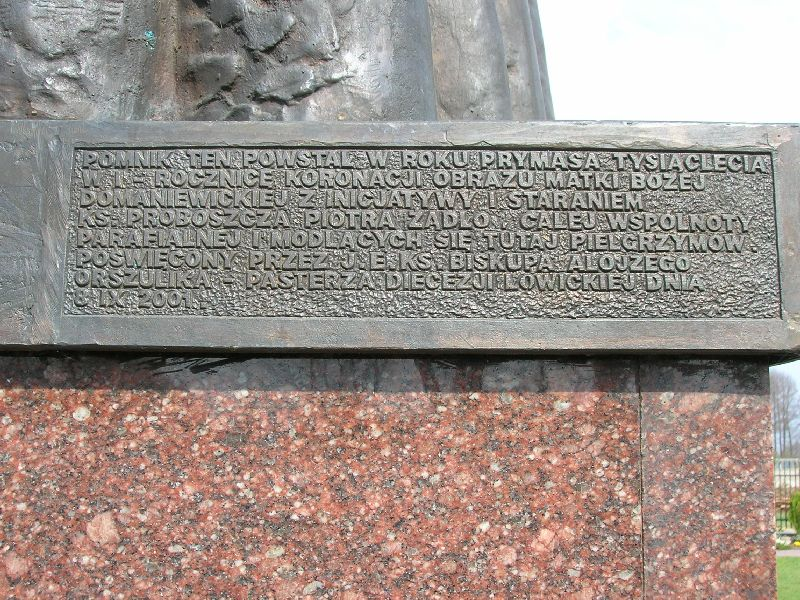